# Thermoanaerobacterium thermosaccharolyticum
Thermoanaerobacterium thermosaccharolyticum è una specie di batterio appartenente alla famiglia delle Thermoanaerobacteriaceae.